# Eleusis (juego de naipes)
Eleusis es un juego de naipes en el cual uno de los jugadores –que algunas versiones denominan “Dios” inventa una norma que permanece oculta a los demás intervinientes, quienes procuran descubrirla mediante la inducción.

## Creación del juego
El juego fue creado por Robert Abbott en 1956, inspirado en procedimientos utilizados en psicología orientados hacia el estudio del razonamiento inductivo, y fue publicado por primera vez por Martin Gardner en su columna del Scientific American de junio de 1959 con una versión revisada en la misma revista de julio de 1977.
La denominación proviene de la ciudad griega del mismo nombre ubicada en Ática, a unos 18 km al noroeste del centro de Atenas, en la llanura triásica, ribereña del golfo Sarónico y en la Antigüedad fue un pequeño demo (población) que albergaba un santuario dedicado a la diosa Deméter y su hija Perséfone, que llegó a adquirir gran importancia por ser la sede de los misterios eleusinos (o de Eleusis), uno de los mayores cultos de la Grecia antigua y más tarde del Imperio romano.
El juego puede ser comparado con algunas versiones del juego de cartas Mao en las cuales las reglas no son conocidas por los intervinientes así como con los juegos Penúltima y Zendo en los cuales los jugadores tratan de descubrir una o más reglas secretas inventadas por un “Maestro” que declara legal o ilegal cada jugada de acuerdo a aquellas reglas.
Martin Gardner dijo en esa ocasión que era uno de los pocos juegos que requería del razonamiento inductivo y que:

«Debería recibir una atención especial por parte de matemáticos y otros científicos por su gran analogía con el método científico y porque ejercita precisamente aquellas habilidades psicológicas en la formación de conceptos que parece subyacen en las “corazonadas” de los pensadores creativos.»

En la versión original del juego los jugadores se limitaban a deshacerse de las cartas y no se preveía que los jugadores pudieran hacer una “revelación” y dar a conocer la regla oculta. En 1973 Abbot dio una versión mejorada del juego –a la que bautizó “La nueva Eleusis”- sobre la cual escribió Martin Gardner en su columna en el Scientific American de octubre de 1977. En esta versión, que fue la que quedó como la definitiva y que desde entonces ha sido incluida en muchos libros, Abbot aceptó la sugerencia que había recibido de algunas personas e incorporó la figura de la “revelación”.
John Golden, un profesor of matemáticas de la Universidad Estatal de Gran Valle, en Michigan inventó en 2006 una versión simplificada del juego, que denominó Eleusis Express, destinada a ayudar a quienes en la escuela primaria enseñaban el método científico. El docente podía observar jugar a los alumnos divididos en pequeños grupos y mostrarles cómo funcionaba el método. Al referirse a esta versión, Abbott afirmó que, más allá de su uso en el aula, también constituía un excelente juego social.

## Reglas del Eleusis Express
Uno de los participantes es elegido “Dios” o "Maestro" y debe elaborar una regla que anota en un papel sin ser conocida por los demás participantes -precaución para asegurar la honestidad de “Dios”-. Se mezclan dos mazos de naipes franceses y cada jugador (salvo el Maestro) recibe 12 cartas sin mostrar y el resto se apila boca abajo. El objeto del juego es que uno de los jugadores se desprenda de todas las cartas.
El Maestro toma la carta superior de la pila y la coloca boca arriba. A continuación el jugador al que le corresponda el turno juega una de sus cartas boca arriba. El Maestro dice si se ajusta a la ley oculta, en cuyo caso se coloca al lado de la otra o si no lo hace, en cuyo caso se coloca ligeramente más abajo para indicar que están en el “no mundo” y el jugador debe servirse otra de la pila. Si un jugador considera que ninguna de sus cartas cumple con la ley, debe declararse "sin jugada" y mostrar todas sus cartas. Si tiene una carta correcta el Maestro la toma, la juega y le da una en reemplazo al jugador. Si efectivamente el jugador no tenía ninguna carta que encuadrara en la ley, el Maestro reemplaza todas las cartas del jugador por igual número de cartas menos una.
Cuando un participante juega una carta correcta o hace una declaración de “sin jugada” acertada, puede hacer una "revelación", esto es decir cuál es a su juicio la regla oculta. Si acierta, finaliza la mano.
La mano termina cuando algún jugador pudo desprenderse de todas sus cartas o se hizo una "revelación" acertada. Al terminar la mano cada jugador recibe 12 puntos menos el número de cartas que todavía conserve sin jugar, si un jugador adivinó la regla recibe 6 puntos extras y si un participante se libró de todas sus cartas recibe 3 extras. El Maestro recibe tantos puntos como el mayor puntaje obtenido en la mano por los jugadores. La partida termina cuando todos los jugadores tuvieron la oportunidad de ser Maestros.
Dado que no es un juego con finalidad estrictamente competitiva, se considera correcto que los jugadores intercambien opiniones acerca de cuál puede ser la regla oculta. Si Dios lo desea puede hacer por sí mismo una revelación (por ejemplo: “no son los palos sino los valores”) para ayudar en la búsqueda.

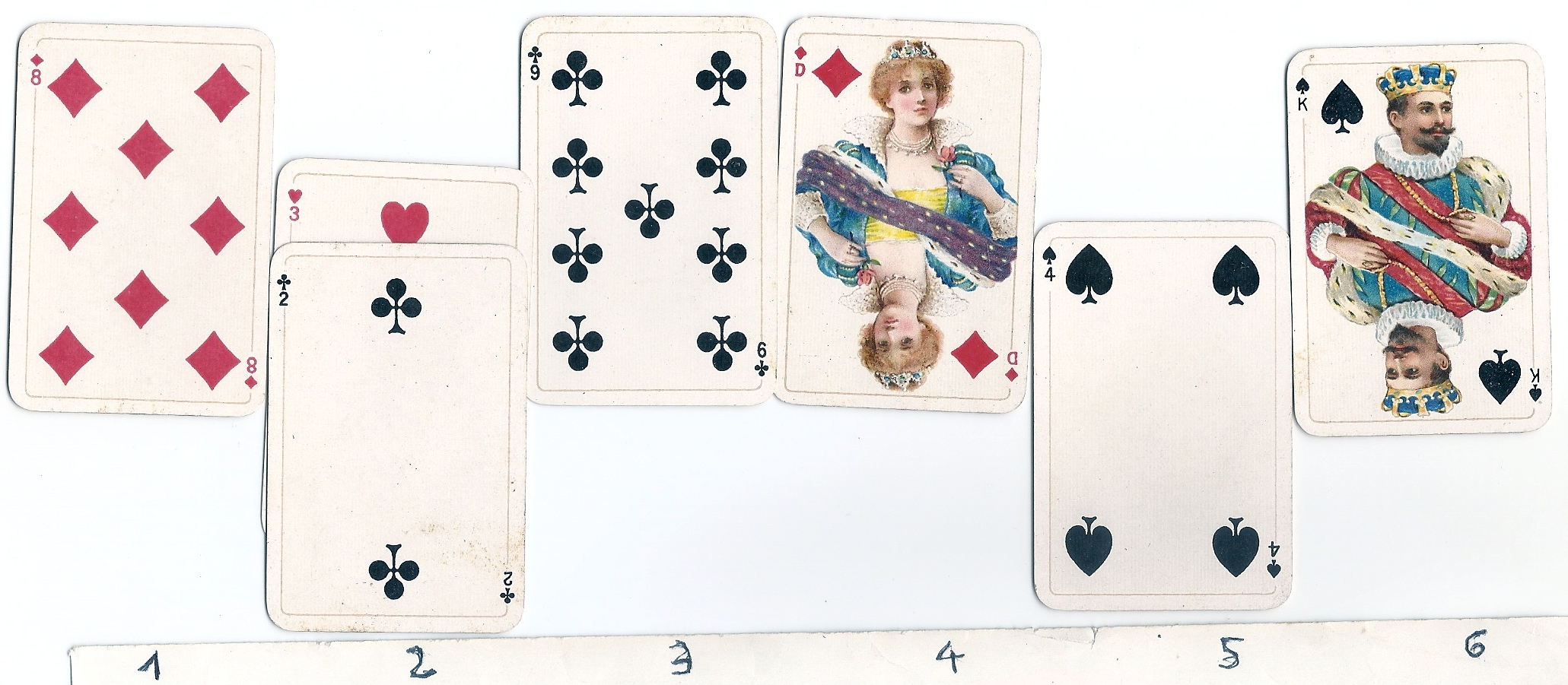
Ejemplo con la regla alternar impares negros y pares rojos

## Explicación de la figura
En el juego de la figura la regla oculta era "alternar impares negros y pares rojos. Las figuras valen por número correspondiente":
- La primera carta -8 rojo- entra en el mundo porque cumple la regla.
- Las dos siguientes -2 negro y 3 rojo- no cumplen la regla y se colocan más abajo.
- La siguiente -9 negro- cumple la regla pues es impar negro.
- Luego sale la dama roja cuyo valor es 12 o sea roja par que cumple la regla.
- El 4 negro que viene a continuación no cumple la regla.
- La última carta es el Rey (valor=13) negro, que cumple la regla.

## Algunos ejemplos de regla oculta
- Se alternan cartas de palos rojos y negros.
- Se alternan pares e impares.
- Solo valen las rojas superiores a 7 y las negras inferiores a 7.
- Las tres primeras cartas deben ser rojas, las tres siguientes negras y así sucesivamente.
- A una carta de picas debe seguir un corazón, a una de corazón un diamante, a un diamante un trébol y a un trébol una pica.
- El valor de la carta debe diferir (ser menor o mayor) en más de dos unidades respecto de la que le precede.
- La carta debe ser del mismo palo o el mismo valor que la que le precede.
- El valor de La carta debe ser 1, 2 o 3 puntos superior a la anterior (los valores "dan la vuelta" o sea que luego del Rey (valor=13) viene el As (valor=14) y así sucesivamente).

Algunas reglas más difíciles
- El valor de las cartas se va sumando. Cuando con una de ellas la suma supere los 18 puntos, esa carta queda fuera del mundo y se inicia de nuevo la cuenta.
- Si las dos últimas cartas del mundo son del mismo color, la siguiente debe ser par y si don de diferente color debe ser impar.
- Solo entran en el mundo las cartas cuyo valor (el número o la letra) sea un signo con partes cerradas (así, vale la Q pero no la J, vale el 9 pero no el 2, etc.).
- Quedan fuera del mundo las cartas cuyo nombre (Rey, Valet, dos, diez, etc.) termine en consonante.
- Si la última fue impar, debe seguir una roja y si fue par debe seguir una negra.
- Si la última fue negra, debe seguir una carta que sea de valor igual o inferior a la anterior y si es roja debe ser igual o superior a la anterior.

## Algunos consejos sobre la regla oculta
Se aconseja que para hacer más ameno y llevadero el juego, la complejidad de la regla oculta se adapte a la destreza de los participantes y que permita ingresar en el mundo a un tercio, aproximadamente, de las cartas. La redacción de la regla oculta debe ser lo más simple y clara posible.